# Wolffs Revier
Wolffs Revier (Sectorul lui Wolff) este un serial de filme polițiste germane, cu teme concepute de scriitorul și scenaristul Karl-Heinz Willschrei. Serialul a fost produs între anii 1992–2006 de studiorile "Borussia Media Nostro Film" și "Odeon Film Sat.1". Figura centrală a serialului este în toate episoadele, Andreas Wolff (Jürgen Heinrich) și fiica acestuia Verena (Nadine Seiffert).
Alți actori apar în 99 episoade ca  polițistul Günther Sawatzki (Klaus Pönitz) și dr. Peter Fried (Gerd Wameling), colegii comisarului Wolff. În episodul 100 Wolff primește ca ajutor în locul lui Sawatzki și dr. Fried, pe tânărul Thomas "Tom" Borkmann (Steven Merting). Ultimul episod din mai 2006, are titlul Angst (Frică), în care Wolff împușcă un răufăcător, dar va fi și el rănit mortal.

## Distribuție
| Actor           | Rol                   | Episod    | Note                                              |
| Jürgen Heinrich | Andreas Wolff †       | 1-173     |                                                   |
| Klaus Pönitz †  | Günther Sawatzki †    | 1-99      |                                                   |
| Gerd Wameling   | Dr. Peter Fried       | 1-99, 173 |                                                   |
| Nadine Seiffert | Verena Wolff          | 1-173     | fiica lui Andreas Wolff, la sfârșit soția lui Tom |
| Steven Merting  | Thomas "Tom" Borkmann | 100-173   |                                                   |

## Alți actori
- Alma Leiberg

## Distincții
- 1993: Premiul Adolf-Grimme